# José Joaquín Palma

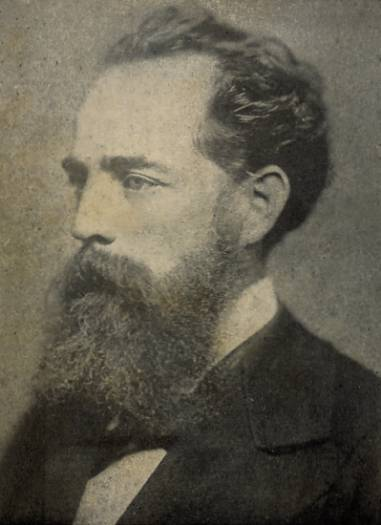
José Joaquín Palma, 1875

José Joaquín Palma (* 11. September 1844 in Bayamo, Kuba; † 2. August 1911 in Guatemala-Stadt, Guatemala) war ein kubanischer Schriftsteller und der Verfasser der guatemaltekischen Nationalhymne Guatemala Feliz.

## Leben
Joaquín Palma, der 1844 in Bayamo geboren wurde, interessierte sich schon seit seiner Jugend für die Poesie. Er schloss sich den Revolutionären im Zehnjährigen Krieg an und diente kurzzeitig als Rekrutierer für die revolutionären Kräfte sowie als Helfer von Carlos Manuel de Céspedes, dem Anführer der Aufständischen und Begründer der kubanischen Nation. Als seine Heimatstadt Bayamo kurz vor dem Fall an die spanischen Besatzer stand, zündete Joaquín Palma sein eigenes Haus an, als die Bewohner Bayamos anfingen, die Stadt niederzubrennen, damit sie nicht in die Hände der Spanier fallen konnte. 
In der Hoffnung, Unterstützung für den kubanischen Aufstand finden zu können, ging Joaquín Palma nach Jamaika, New York City und schließlich nach Guatemala, wo er den späteren Präsidenten von Honduras Marco Aurelio Soto und dessen Cousin Ramón Rosa traf. Joaquín Palma ging nach Honduras und wurde Privatsekretär von Präsident Soto, verließ das Land jedoch später, als Soto von seinem Amt zurücktrat, und ging nach Guatemala zurück. 
Bekannt ist er vor allem als Dichter der guatemaltekischen Hymne Guatemala Feliz, die 1897 zur Nationalhymne Guatemala bestimmt wurde. Der Text wurde 1934, 23 Jahre nach Joaquín Palmas Tod, verändert, da der ursprüngliche Text sich mehr auf den kubanischen Unabhängigkeitskrieg, an dem Joaquín Palma teilnahm, bezog als auf die Unabhängigkeit der zentralamerikanischen Staaten. Jedoch gab Joaquín Palma erst 1910 zu, der Verfasser des Texts zu sein. 1910 erhielt Joaquín Palma einen Preis für sein Werk und am 23. Juli 1911 übergab ihm Manuel José Estrada Cabrera eine silberne Lorbeerkrone.
Am 2. August 1911 starb José Joaquín Palma. Sein Leichnam wurde mit der kubanischen Flagge bedeckt. Die Beerdigung fand am 3. August 1911 statt. Der Schriftsteller Rafael Arévalo Martínez widmete José Joaquín Palma ein Gedicht.